# Eric Mueller
Eric Mueller (* 6. November 1970 in Kansas City, Missouri) ist ein ehemaliger Ruderer aus den Vereinigten Staaten. 1996 war er Olympiazweiter im Doppelvierer und 2002 Weltmeisterschaftsdritter im Achter.

## Karriere
Der 2,00 m große Eric Mueller belegte 1995 mit dem Doppelvierer den sechsten Platz bei den Weltmeisterschaften in Tampere. 1996 bei den Olympischen Spielen in Atlanta saßen Tim Young, Brian Jamieson, Eric Mueller und Jason Gailes im amerikanischen Doppelvierer. Die Crew belegte im Vorlauf den zweiten Platz hinter den Italienern und im Halbfinale den zweiten Platz hinter den Deutschen. Im Finale siegten die Deutschen mit zwei Sekunden vor dem US-Boot. Weitere zwei Sekunden dahinter gewannen die Australier Bronze vor den Italienern.
Eric Mueller hatte an der University of Wisconsin studiert und begann nach 1996 als Rudertrainer an seiner Universität. Er unterbrach seine Trainerlaufbahn dann, um für die Teilnahme an den Olympischen Spielen 2000 in Sydney zu trainieren.
Bei der Olympischen Regatta 2000 traten Michael Wherley, Eric Mueller, James Koven und Wolf Moser im Vierer ohne Steuermann an. Nach einem zweiten Platz im Vorlauf und einem dritten Platz im Halbfinale belegte die US-Crew mit viereinhalb Sekunden Rückstand auf die Bronzemedaille den fünften Platz. 2001 erreichten Ryan Torgerson, Garrett Klugh, Michael Wherley und Eric Mueller den vierten Platz bei den Weltmeisterschaften in Luzern, sie hatten dabei drei Sekunden Rückstand auf die drittplatzierten Slowenen. 2002 wechselten alle vier Ruderer aus dem Vierer ohne Steuermann in den Achter. Bei den Weltmeisterschaften in Sevilla siegten im Achter die Kanadier vor den Deutschen, dahinter gewannen die Ruderer aus den Vereinigten Staaten die Bronzemedaille.
Danach beendete Mueller seine aktive Laufbahn und kehrte als Rudertrainer an seine Universität zurück.